# Constantin Brandberg

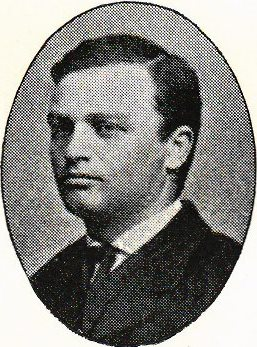
Anders Constantin Brandberg

Anders Constantin Brandberg, född 8 november 1837 i Nora, död 8 oktober 1895 i Malmö, var en svensk läkare.
Brandberg blev student vid Uppsala universitet 1856, medicine kandidat 1865 och medicine licentiat 1870. Han var distriktsläkare i Össeby-Garns distrikt, Stockholms län, 1870–1873 och i Värmdö distrikt, sistnämnda län, 1874–1876; stadsdistriktsläkare i Malmö från 1879, järnvägsläkare vid Statens Järnvägars bandel Malmö–Åkarp från samma år, biträdande läkare vid Malmö asyl från 1880 och läkare vid Sophie Hermanssons privata sinnessjukanstalt Holmehus på Kärleksgatan i Malmö 1883–1894.